# Blackout (película de 1950)
Blackout es una película inglesa de cine policíaco y drama dirigida por Robert S. Baker. Protagonizada por Maxwell Reed, Dinah Sheridan, Patric Doonan, Kynaston Reeves, Annette D. Simmonds, Eric Pohlmann, Michael Evans y Michael Brennan, cuenta la historia de un ingeniero (Maxwell Reed) que consigue encontrar a los culpables de un asesinato con la ayuda de Patricia Dale (Dinah Sheridan).
Ronald Leigh-Hunt tuvo su primera aparición en esta película.

## Trama
Christopher Pelly (Maxwell Reed), un ingeniero, pierde la vista en un accidente y va a Londres para una operación ocular. Allí quiere visitar la casa de su amigo pero el conductor de taxi le lleva a la casa equivocada, en Kensington. En esa casa tres hombres han asesinado a una persona con un cuchillo y el cadáver estaba en el suelo. Pelly no sabe que está en la casa incorrecta y viendo que es ciego, los hombres no le matan. Pelly denunció el incidente a la policía pero esta no pudo encontrar el cadáver. Cuando Pelly recupera la vista tras la operación, decide resolver el misterio del asesinato.
Alcanza la casa donde el asesinato tuvo lugar. Ahí conoce a Patricia Dale (Dinah Sheridan), quien había perdido a su hermano en un accidente de avión un año atrás. Pelly le cuenta la historia y deciden resolver el asesinato.

## Reparto
- Maxwell Reed – Chris Pelly
- Dinah Sheridan – Pat Dale
- Patric Doonan – Chalky
- Kynaston Reeves – Señor Dale
- Annette D. Simmonds – Lila Drew
- Eric Pohlmann – Otto Ford
- Michael Evans – Guy Sinclair
- Michael Brennan – Mickey Garston
- Ernest Butcher – Benny
- Campbell Singer – Inspector
- Madoline Thomas – Ama de casa
- Basil Appleby – Norman Dale
- Ronald Leigh-Hunt – Doctor Langley
- Pat Metcalfe – Maid
- Ida Patlanski – Administradora de correos
- Jean Lodge – Enfermera